# Stefan I Głuchy
Stefan Głuchy (rum. Ștefan Surdul) – hospodar wołoski 1591–1592.
Był synem hospodara mołdawskiego Jana Srogiego. Panował krótko na Wołoszczyźnie. Jego przydomek pochodził nie od głuchoty fizycznej, a niezważania na skargi.